# Eumenes saundersi
Eumenes saundersi är en stekelart som beskrevs av John Obadiah Westwood 1855. Eumenes saundersi ingår i släktet krukmakargetingar, och familjen Eumenidae. Inga underarter finns listade i Catalogue of Life.